# Zdrapiska

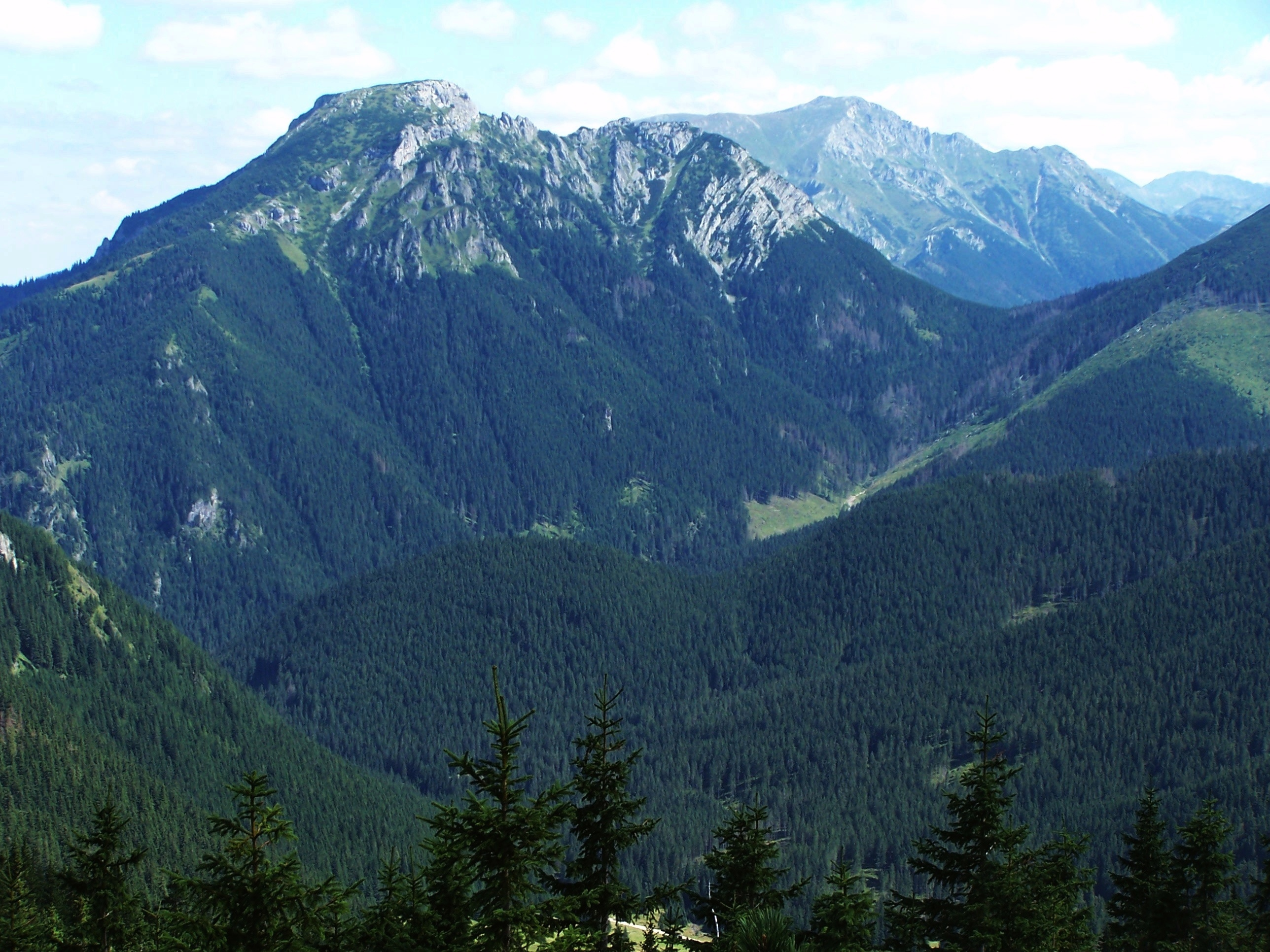
Zdrapiska po lewej stronie Iwaniackiej Przełęczy

Zdrapiska – szereg równoległych skalnych grzęd na południowej grani Kominiarskiego Wierchu, która poprzez Iwaniacką Przełęcz łączy go z Ornakiem. Znajdują się na zachodniej ścianie tej grani, opadającej do Doliny Iwaniackiej, a dokładniej do jednego z jej żlebów. Od północnej strony Zdrapisk znajduje się wielki i trawiasty zachód opadający do tego samego żlebu.
Cały masyw Kominiarskiego Wierchu to obszar ochrony ścisłej, od 1987 r. zamknięty dla turystów, a od 2000 r. również dla naukowców i speleologów. Zdrapiska są dobrze widoczne np. z Polany Chochołowskiej.